# Bernard Ardura
Bernard Ardura OPraem (ur. 1 września 1948 w Bordeaux) – francuski duchowny katolicki, w latach 2009–2023 przewodniczący Papieskiego Komitetu Nauk Historycznych.

## Życiorys
16 grudnia 1972 otrzymał święcenia kapłańskie w zakonie norbertanów. Przez wiele lat pracował jako wykładowca, zaś w 1987 objął funkcję archiwisty i bibliotekarza w kurii generalnej zakonu. W latach 1992–1997 pełnił funkcję podsekretarza Papieskiej Rady ds. Kultury, zaś w latach 1997-2009 był jej sekretarzem. 3 grudnia 2009 został mianowany przez Benedykta XVI przewodniczącym Papieskiego Komitetu Nauk Historycznych, zastępując odchodzącego na emeryturę Waltera Brandmüllera.